# بخش بوستان (بهارستان)
بخش بوستان پر جمعیت ترین بخش‌ شهرستان بهارستان در استان تهران است. که مرکزیت آن شهر شور عاشورایی نسیم شهر است.

## تقسیمات کشوری

### شهر
- نسیم‌شهر

## جمعیت
بنابر سرشماری مرکز آمار ایران در سال۱۳۸۵ جمعیت بخش بوستان شهرستان بهارستان برابر با ۱۶۸۷۷۵ نفر است.